# Gavin McGowan
Gavin McGowan (Blackheath, 16 gennaio 1976) è un ex calciatore inglese, di ruolo difensore.

## Carriera
Dopo essere cresciuto nelle giovanili dell'Arsenal debutta in prima squadra totalizzando 6 presenze in Premier League, una delle quali nella stagione 1997-1998 vinta dai Gunners. 
Passa poi il resto della sua carriera, prima al Luton Town (fino al 2001) e poi in vari club dilettantistici: Horsham, Bromley (due volte), Hornchurch, Braintree Town, Dulwich Hamlet (due volte), Tonbridge Angels, Margate, Croydon Athletic e Redhill.
Ritiratosi dal calcio, è diventato insegnante di educazione fisica.

## Palmarès

### Club

#### Competizioni giovanili
- FA Youth Cup: 1

Arsenal: 1993-1994

#### Competizioni nazionali
- Campionato inglese: 1

Arsenal: 1997-1998